# Canto do Buriti
Canto do Buriti is een gemeente in de Braziliaanse deelstaat Piauí. De gemeente telt 20.761 inwoners (schatting 2009).
De gemeente grenst aan Pajeú do Piauí, Brejo do Piauí, Tamboril do Piauí, Guaribas, Cristino Castro, Alvorada do Gurguéia, Colônia do Gurgueia, Eliseu Martins en Pavussu.